# Biled
Biled (früher: Billiet; deutsch Billed, ungarisch Billéd, slowenisch Biled) ist eine Gemeinde im Kreis Timiș, in der Region Banat, im Südwesten Rumäniens. Sie hat 3294 Einwohner (Stand 2011).

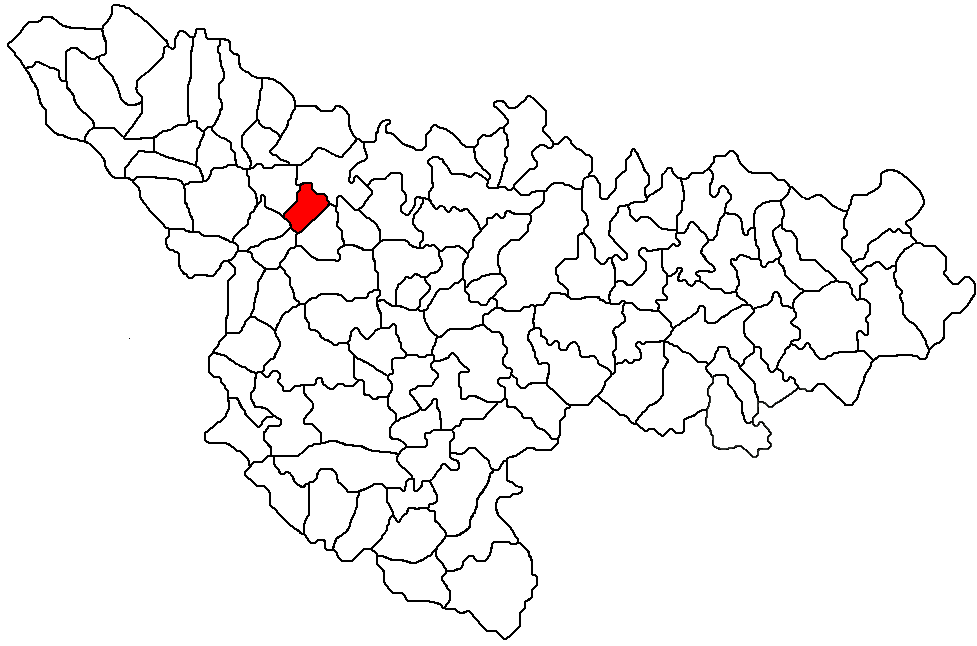
Lage von Biled im Kreis Timiș

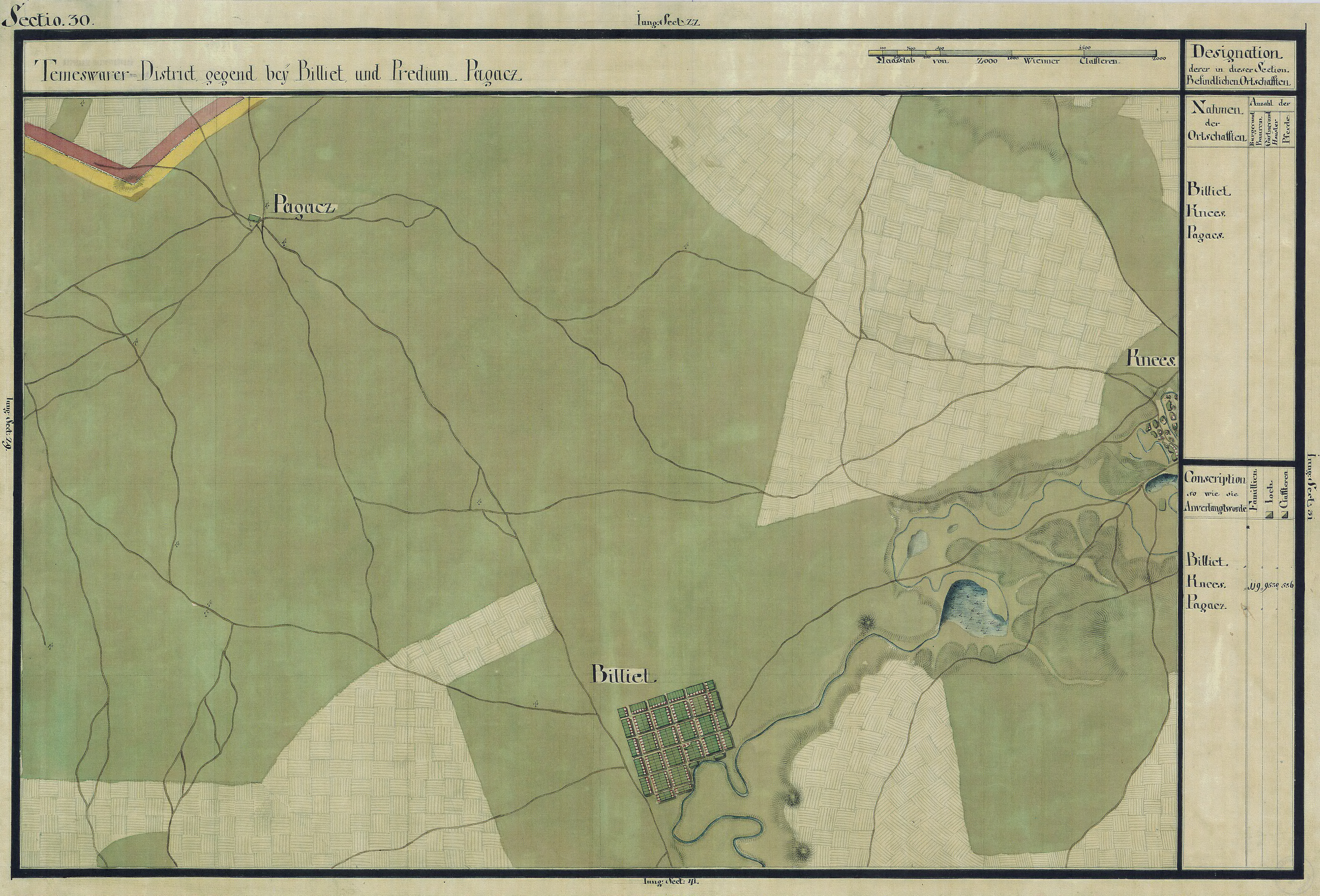
Biled auf der Josephinischen Landaufnahme (1769–1772)

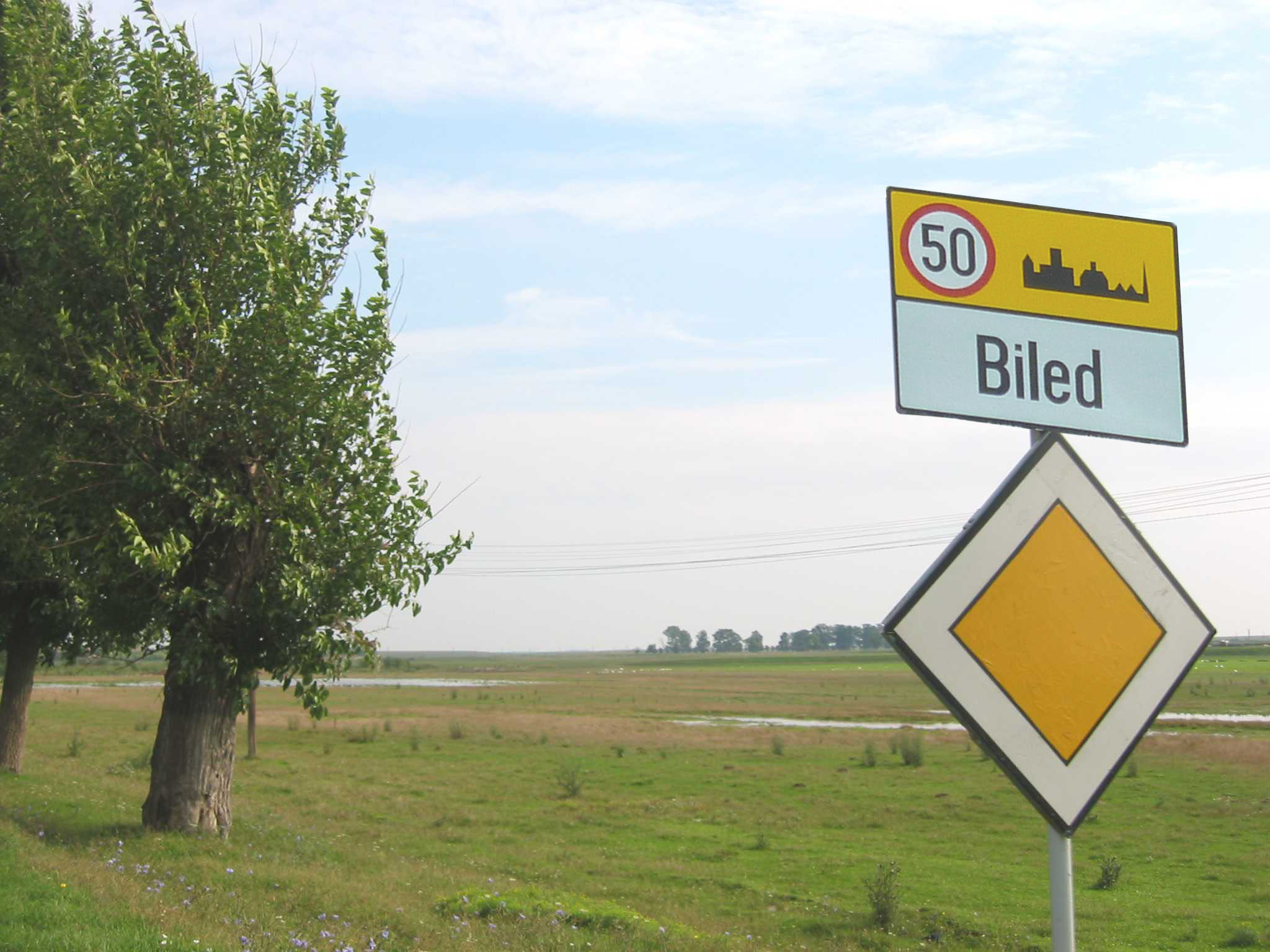
Ortsschild Süd

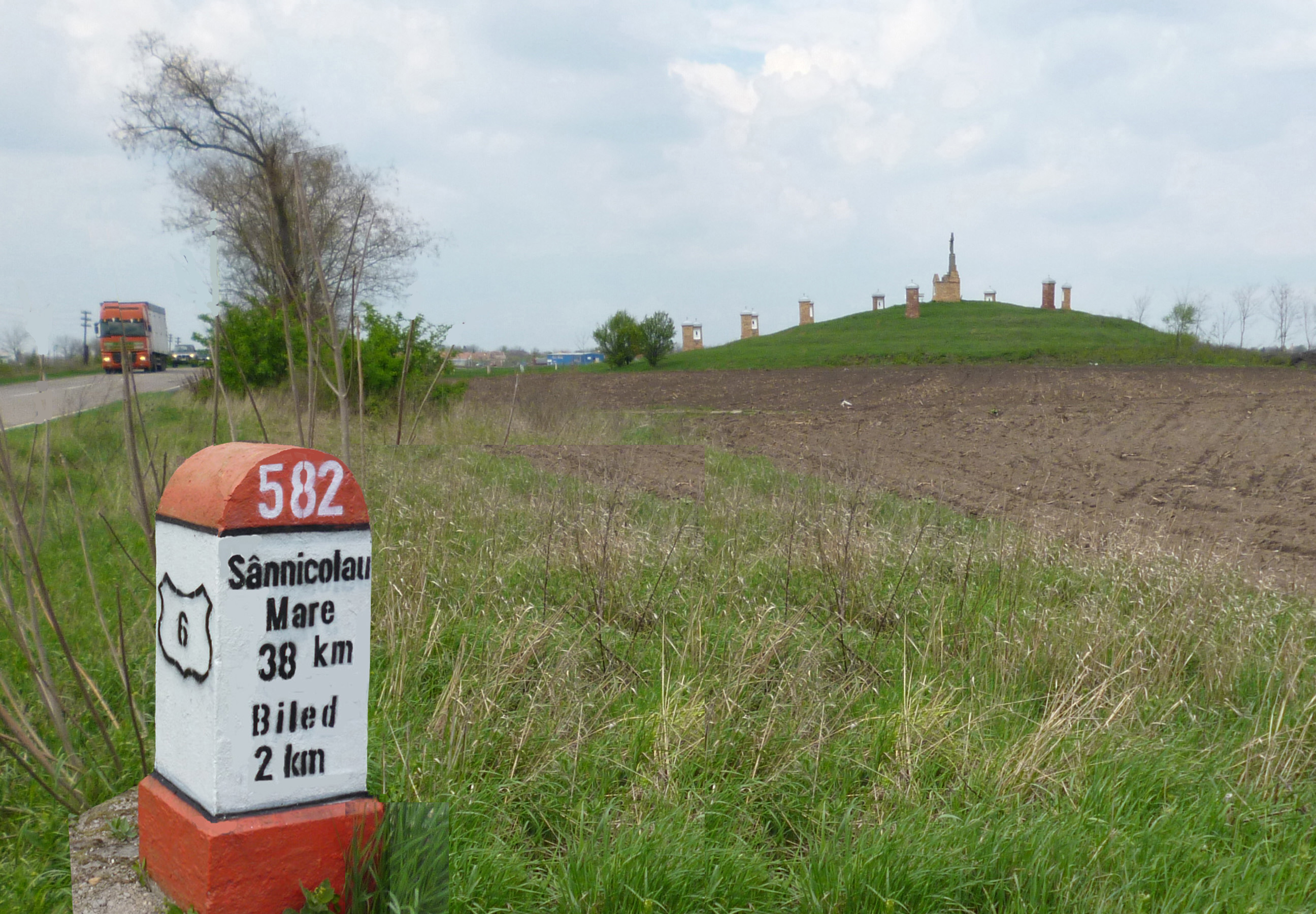
Kalvarienberg – Wahrzeichen von Biled

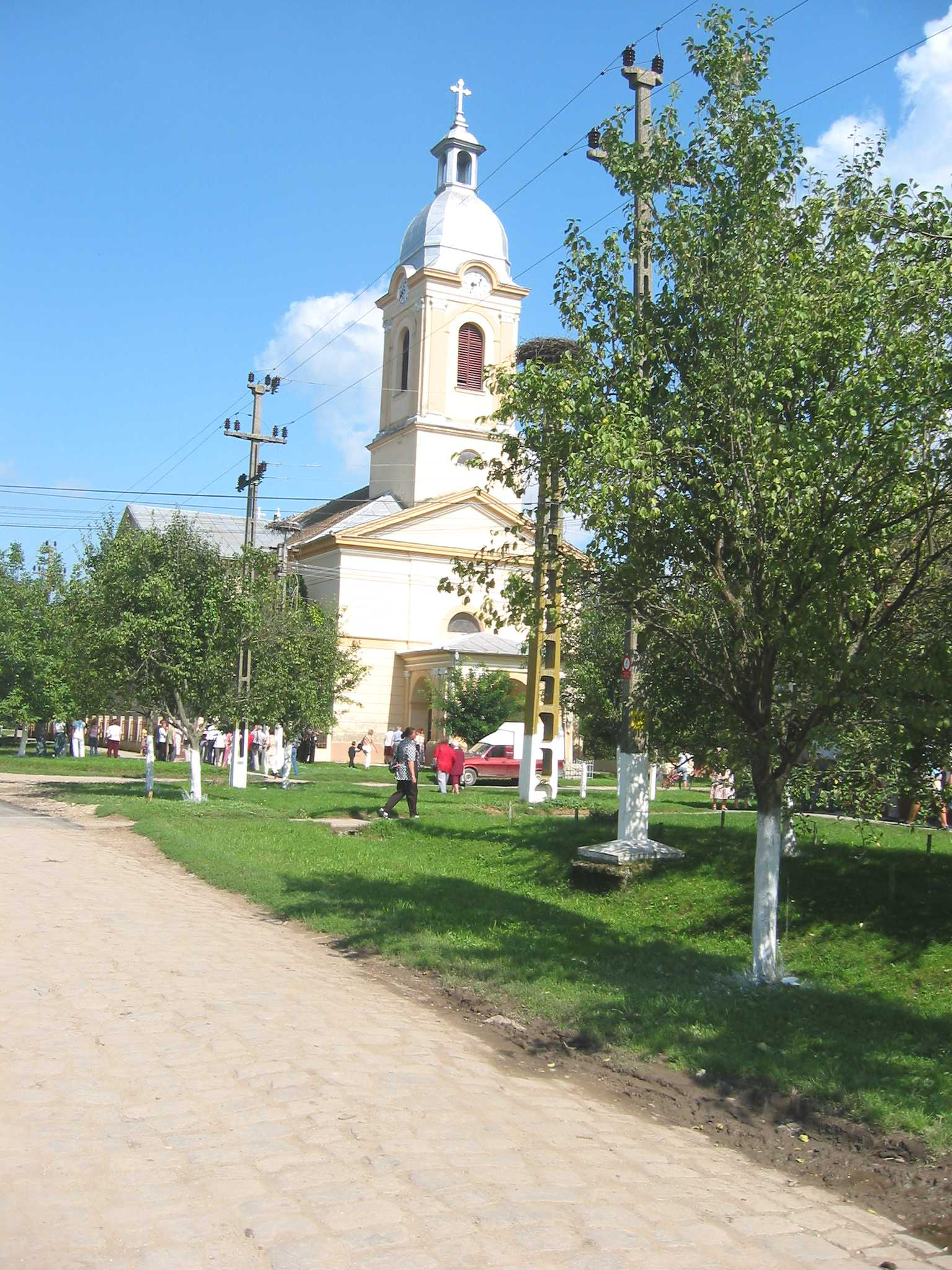
Katholische Kirche
St. Michael

Denkmal für die Gefallenen der beiden Weltkriege

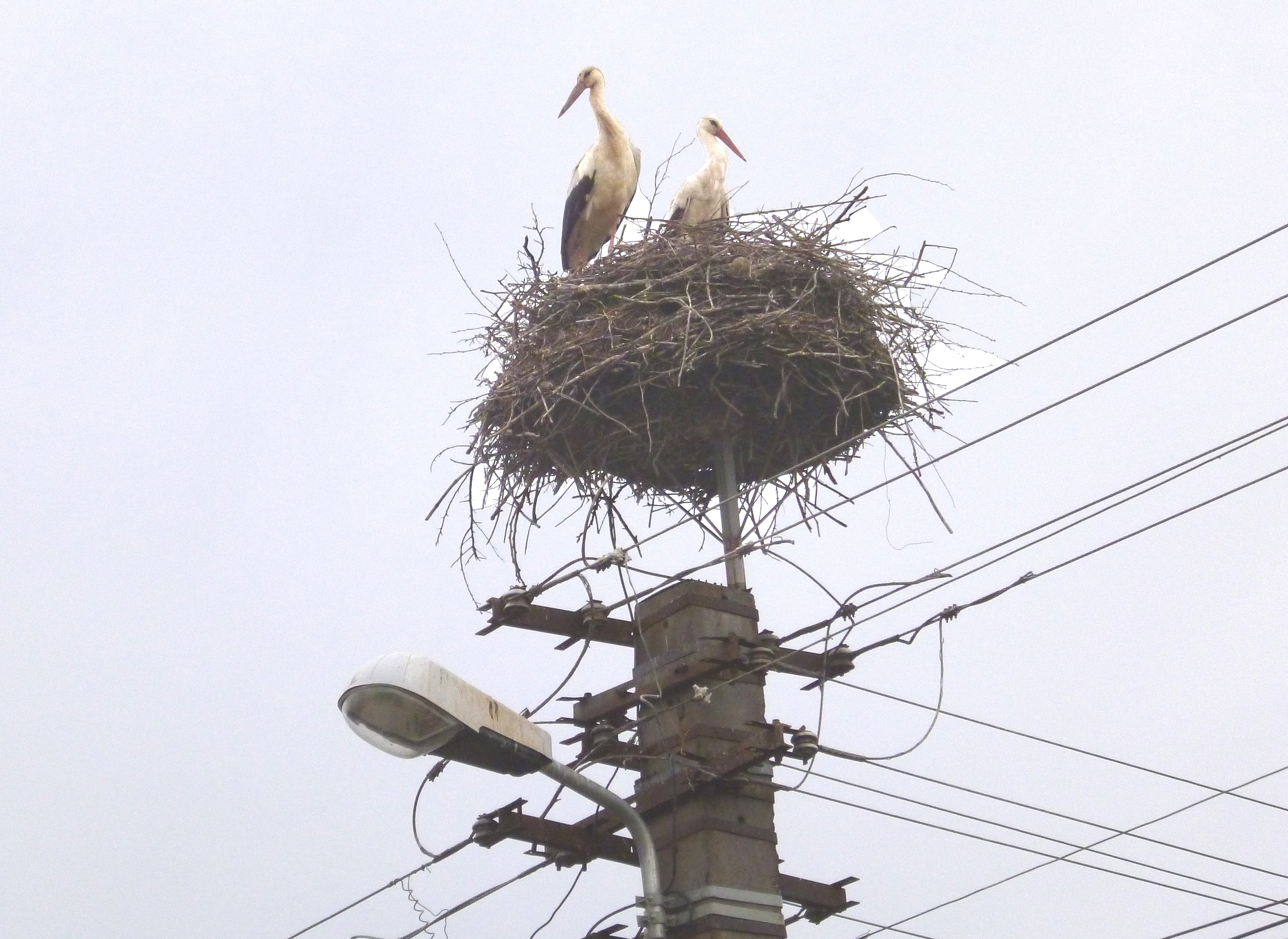
Störche überall in Biled

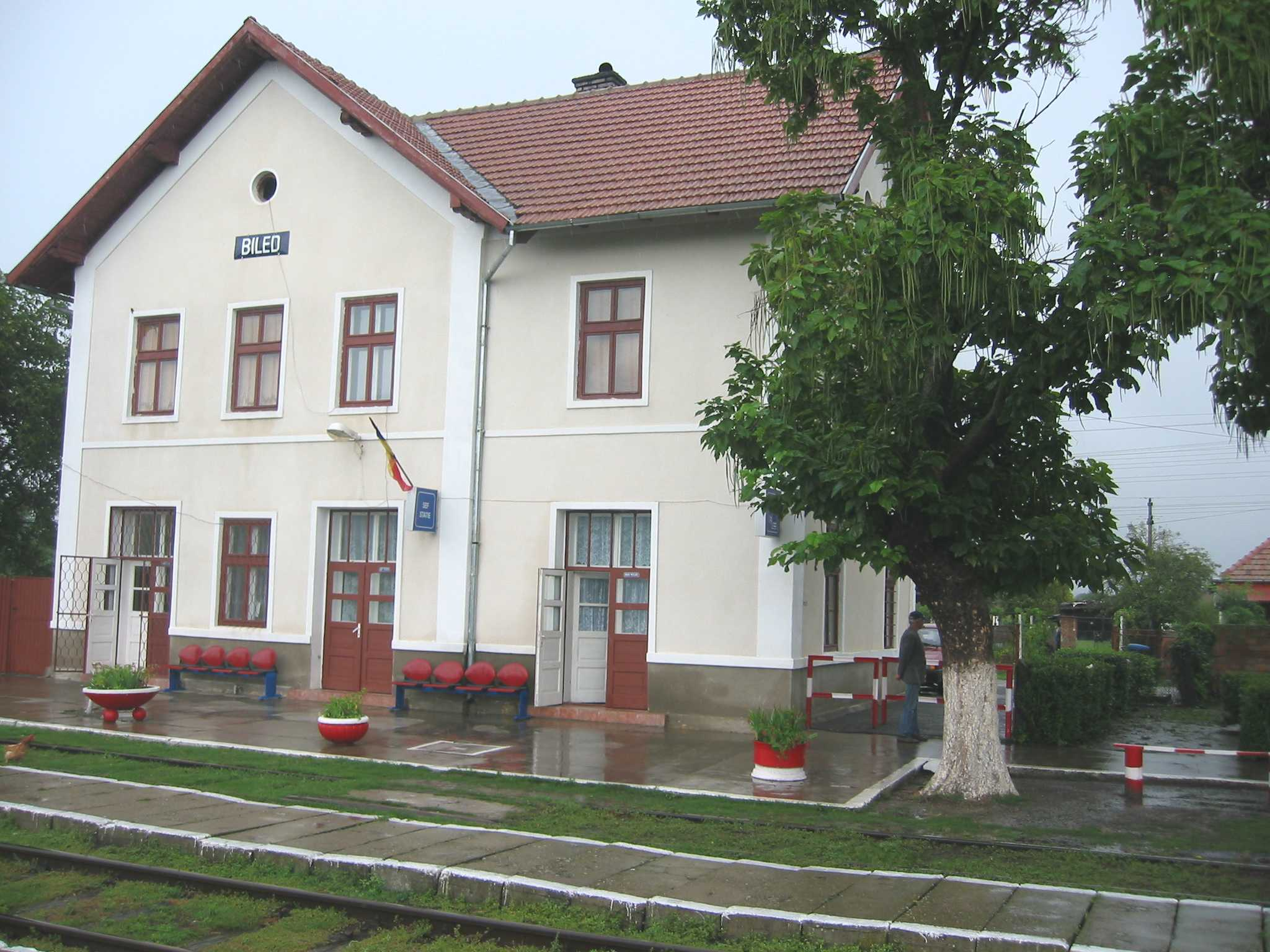
Biled Bahnhof, 2005

## Geographie
Biled liegt auf einer Höhe von 90–93 m über dem Meeresspiegel am südöstlichen Rande der 
Banater Heide, die geographisch Teil der Großen Ungarischen Tiefebene ist.
Der Ort wird im Osten vom Jerbach und im Westen vom Warjascher Graben umflossen. Er liegt an der Staatsstraße Timișoara (Temeswar)–Sânnicolau Mare (Großsanktnikolaus), 28 km nordwestlich von Timișoara. Wie das ganze Banat hat Biled kontinentales Klima mit kalten Wintern und heißen Sommern; der Frühling ist meistens kurz. Die Jahresdurchschnittstemperatur liegt bei 10,6 °C. Die Schwarzerde des Bileder Bodens und der relativ niedrige Grundwasserspiegel bestimmen die hohe Fruchtbarkeit der Felder.

## Nachbarorte
| Șandra     | Variaș                                      | Satchinez       |
| Lenauheim  | Kompassrose, die auf Nachbargemeinden zeigt | Hodoni          |
| Iecea Mare | Beregsău Mare                               | Becicherecu Mic |

## Geschichte
Billyed wurde im Jahre 1462 erstmals urkundlich als Besitz der Familie Hagymas de Beregszo erwähnt. 1765 begann im Rahmen des Zweiten Schwabenzuges die deutsche Besiedlung des Ortes.
Im Unterschied zu den Dorfgründungen der karolinischen und frühtheresianischen
Ansiedlungsperiode wurde der Ort Biled neu auf unbebautem siedlungsfreiem Weideland errichtet. Bereits im Jahr 1764 wurden die Pächter des Prädiums Biled angewiesen, neue Weideflächen zu pachten, da dieses Prädium zur Besiedlung vorgesehen sei. Der Ort wurde als erster der theresianischen Zeit mit 252 Häusern, einer Schule und einer Kirche geplant, und im Herbst 1765 wurde der Grundstein für das erste Kolonistenhaus gelegt. Etwa im Jahr 1767 war die Erbauung des Ortes vollendet. Schon mit der beginnenden Bautätigkeit wurden die ersten Kolonisten, die ihre Häuser zum Teil selbst errichteten, angesiedelt. Dass die Neugründung des Ortes den kommenden Typus der Besiedlung auf der Banater Heide bestimmte, war eines der unmittelbaren Ergebnisse der von Kempelen initiierten Landvermessung und Kartierung des Banats, die im Jahr 1769 begann. Als Probe wurde der schon bestehende Ort Biled nach Quadratklaftern ausgemessen. Dieser Ortsplan wurde dann einem Entwurf Kempelens beigefügt, der den „Grundriß zu einer systematischen Landes-Einrichtung des Temeswarer Banats“ enthielt und Maria Theresia am 13. Februar 1770 von Baron Stupan vorgetragen wurde. Nach diesem Vortrag veranlasste die Königin persönlich, dass nach dem Typus des Ortes Biled alle künftigen Kolonistenorte zu errichten seien „nach welchen Anmerkungen dann den Plan, welcher zum Muster für alle übrigen Fälle zu dienen hat, vollständig begenehmige“.
Biled gehörte zuerst noch zur Pfarrei Neubeschenowa. Für das Jahr 1766 werden 705 Einwohner in den Matrikelbüchern für Biled angegeben. In den ersten Jahren des Ortes sind überproportional viele Sterbefälle verzeichnet; seit der Grundsteinlegung des Ortes bis Ende des Jahres 1771 waren 936 Personen in Biled verstorben. Allein im Hungerjahr 1770 starben 256 Menschen, darunter 185 Kinder. Ganze Familien wurden dabei ausgelöscht. Neue Siedler kamen jedoch hinzu und zogen in die leer stehenden Häuser. Schon 1771 kamen 150 Nachzügler aus dem Deutschen Reich nach Biled. Die Geburtenrate war recht hoch; im Jahre 1772 wurden 117 Geburten in Biled registriert. Obwohl mit dem Beginn der Besiedlung von Knees durch Deutsche 1797 viele Bileder dahin umzogen, musste 1798 die Neugasse angelegt werden, denn Biled hatte eine Bevölkerungszahl von 1800 Personen erreicht. Ab 1830 stiegen die Geburtenzahlen gar auf über 200 jährlich, wobei 1880 mit 276 Geburten die höchste Zahl erreicht wurde. Dadurch stieg die Einwohnerzahl Bileds stetig, um im Jahre 1889 mit 5410 Einwohnern – davon 5254 Deutsche – den Höchststand in seiner Geschichte zu erreichen. Zu dieser Zeit spricht in Biled nahezu jeder Donauschwäbische Mundart.
Einige Jahre danach begann die Auswanderung nach Amerika, wobei weit über tausend Personen zwischen 1894 und 1914 das Dorf verließen.
Seit Ende des 19. Jahrhunderts hat Biled einen Eisenbahnanschluss.
Am 4. Juni 1920 wurde das Banat infolge des Vertrags von Trianon dreigeteilt. Der größte, östliche Teil, zu dem auch Biled gehörte, fiel an Rumänien.
Der starke Geburtenrückgang ab 1900 wie auch der Verlust von 124 gefallenen jungen Männern im Ersten Weltkrieg führten dazu, dass die Einwohnerzahl Bileds kontinuierlich sank. Bei der Erfassung im März 1941 wurden noch 3652 Deutsche gezählt. Die Zahl dezimierte sich weiter durch Gefallene und Vermisste im Zweiten Weltkrieg sowie in Gefangenschaft geratene Bewohner Bileds. Mit Ende des Zweiten Weltkrieges flüchteten einige Familien nach Österreich, Deutschland und Übersee. Noch vor Kriegsende, im Januar 1945, wurden alle deutschstämmigen Männer im Alter von 16–45 und Frauen zwischen 18–30 zur Aufbauarbeit in die Sowjetunion verschleppt.
Das Bodenreformgesetz vom 23. März 1945, das die Enteignung der deutschen Bauern in Rumänien vorsah, entzog der ländlichen Bevölkerung die Lebensgrundlage. Das Nationalisierungsgesetz vom 11. Juni 1948 sah die Verstaatlichung aller Industrie- und Handelsbetriebe, Banken und Versicherungen vor, wodurch alle Wirtschaftsbetriebe unabhängig von der ethnischen Zugehörigkeit enteignet wurden. In Biled wurden folgende Einheiten verstaatlicht: die Mühle, die Ziegelei, die Hanffabrik, das Elektrizitätswerk, die Essigfabrik, die Geldinstitute, das Kino, das Sägewerk, der Eisen-, Schnitt- und Kolonialwarenladen.
Am 18. Juni 1951 fand die Deportation in die Bărăgan-Steppe, gemäß dem „Plan zur Evakuierung von Elementen über einen Abschnitt von 25 km, deren Präsenz eine Gefahr für das Grenzgebiet mit Jugoslawien darstellen“ statt. Als die Bărăganverschleppten 1956 heimkehrten, bekamen sie die 1945 enteigneten Häuser und Höfe zurück, der Feldbesitz wurde jedoch kollektiviert.
In Biled lebten bis in die 1970er Jahre noch etwa 2500 Donauschwaben, was ca. 56 Prozent seiner Gesamtbevölkerung ausmachte. In der darauffolgenden Zeit, vor allem in den 1980er und Anfang der 1990er Jahre, hat jedoch die überwiegende Mehrheit das Land in Richtung Deutschland oder Amerika verlassen.

"Billed-Denkmal
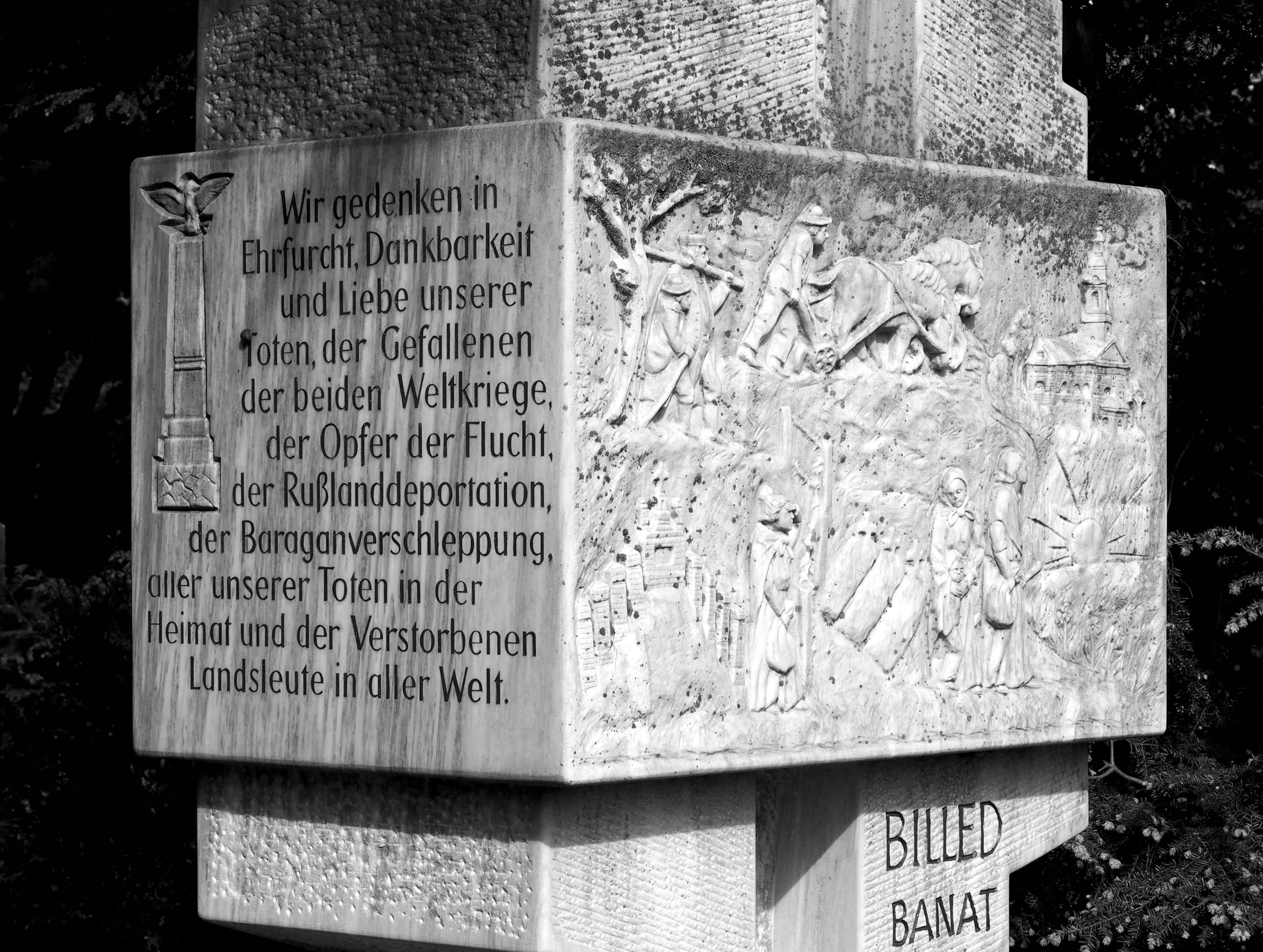
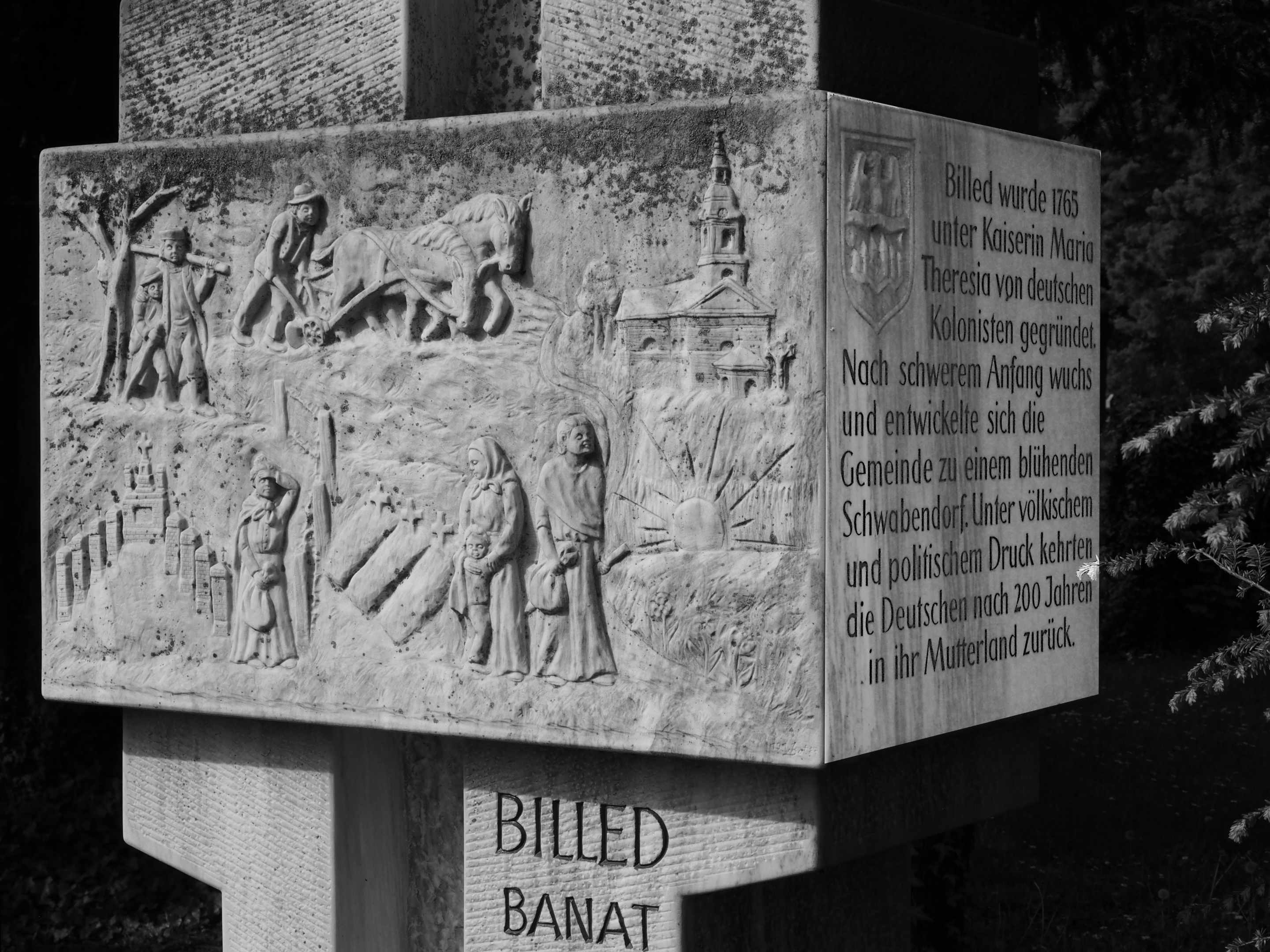

- Billed-Denkmal auf dem Hauptfriedhof Karlsruhe

## Demografie
| 1880 | 4767 | 63   | 65  | 4627 | 12  |
| 1910 | 3951 | 105  | 159 | 3608 | 79  |
| 1930 | 3791 | 97   | 103 | 3431 | 160 |
| 1966 | 4684 | 2117 | 186 | 2243 | 138 |
| 1977 | 4512 | 2302 | 151 | 1918 | 141 |
| 2002 | 3515 | 3025 | 164 | 124  | 202 |
| 2011 | 3294 | 2738 | 122 | 85   | 349 |
| 2021 | 3031 | 2465 | 80  | 39   | 447 |

## Persönlichkeiten
- Franz Klein (1919–2008), Obmann der Landsmannschaft der Banater Schwaben in Österreich
- Nikolaus Hummel (1924–2006), Bischof der Altkatholischen Kirche in Österreich
- Wilhelm Weber (1924–2016), Heimatforscher, Buchautor, Lehrer und Bibliothekar
- Peter Krier (1935–2024), Ehrenvorsitzender des Hilfswerks der Banater Schwaben in Deutschland
- Hans Frick (1938–2013), Journalist und Redakteur
- Johann Mathis (* 7. September 1938), Musiker, Texter und Komponist[8]
- Johann Steiner (* 1948), Journalist, Redakteur, Buchautor[9]

## Zeittafel zur Bileder Ortsgeschichte
- 1462: Der Ort wird erstmals dokumentarisch festgehalten, unter der Bezeichnung Billyed
- 1720: Das Prädium Billied ist auf der Mercy-Karte eingezeichnet
- 1765: Ortsgründung unter der Aufsicht des Distriktverwalters Josef Franz Knoll; Billiet wird als Deutsche Mustergemeinde mit 252 Häusern angelegt. Die Siedler kommen aus dem Rheinland und aus der Pfalz, aus Hessen, aus dem Sauerland, aus Baden und aus Württemberg, aus Luxemburg und aus Lothringen; der erste Friedhof in der Bahngasse wird angelegt
- 1770/71: Hungersnot; 474 Menschen sterben
- 1775–77: Bau der Kirche
- 1778: Die Familie Habsburg-Lothringen überschreibt das Temescher Banat politisch an Ungarn. Biled gehört nun zum ungarischen Komitat Torontal
- 1800: Übergabe der Kameralgemeinde Billiet an das Bistum Agram
- 1809: Billiet wird zum Markt erhoben
- 1833: Bau der barocken Pfarrkirche
- 1848: Während der Revolution finden im Ort blutige Gefechte statt
- 1849: Das Banat wird nach der Revolution wieder österreichisches Kronland
- 1850: Errichtung eines Bezirksamtes in Billiet, zu dem 20 Dörfer mit 37.257 Einwohnern gehören
- 1867: Mit dem „Ausgleich“ innerhalb der Doppelmonarchie fällt das Banat erneut an Ungarn
- 1889: Biled zählt mit 5410 Einwohnern die höchste Bevölkerung seiner Geschichte, davon sind 5254 Deutsche (97,1 Prozent)
- 1895: Bau der Eisenbahnlinie Temeswar-Biled-Großsanktnikolaus
- 1900: Auswanderungswelle nach Amerika
- 1914–18: Erster Weltkrieg; Biled beklagt 123 Gefallene
- 1918: Zerfall der k. u. k. Monarchie. Ausrufung der Autonomen Banater Republik
- 1920: Der Friedensvertrag von Trianon hat die Dreiteilung des Banats zur Folge: Biled fällt an Rumänien
- 1930: Volkszählung: 3791 Personen, davon 3431 Deutsche (90,5 Prozent)
- 1943: Zwischenstaatliches Abkommen über die Einreihung rumänischer Staatsbürger deutscher Nationalität in die deutsche Wehrmacht; Biled beklagt rund 100 Kriegsgefallene
- 1944: Seitenwechsel Rumäniens; 70 Familien ergreifen die Flucht
- 1945: Deportation aller deutschen Frauen und Männer im arbeitsfähigen Alter, 556 an der Zahl, in Arbeitslager in die Sowjetunion; 76 Personen kehren nicht mehr zurück. Bodenreformgesetz; Enteignung der Deutschen
- 1951: Zwangsevakuierung von 529 Personen in die Bărăgan-Steppe; 58 Menschen kehren nicht mehr heim, alle Anderen erst 1956
- 1978: Mit dem Abkommen zwischen Deutschland und Rumänien über eine verstärkte Aussiedlung der deutschen Minderheit im Sinne der Familienzusammenführung beginnt die Auswanderungswelle
- 1992: Laut Volkszählung leben in Biled 3458 Personen, davon 251 Deutsche (7,3 Prozent)
- 2011: Laut Volkszählung im Oktober 2011 hat Biled 3101 Einwohner, davon 92 Deutsche (2,97 Prozent)

## Literatur

Wappen der Heimatortgemeinschaft Billed